# مالا (برشلونة)
بلدية مالا (بالكاتالانية: Malla) هي إحدى بلديات مقاطعة برشلونة، والتي تقع في منطقة كاتالونيا، شرق إسبانيا.
يبلغ عدد سكانها 267 نسمة وفقاً لإحصائية سنة (2007).